# Štefan II. Ogrski
Štefan II. (madžarsko II. István , hrvaško Stjepan II.), hrvaški kralj (1105/1116-1131), ogrski kralj (1116-1131), * 1101, † 1. marec 1116, pripadnik dinastije Árpádovcev. V času njegove vladavine je Hrvaška utrpela izgubo celotne Dalmacije, prav tako pa je v vojnami s Češko, Rusijo in Bizancem slabela tudi Ogrska.

## Življenje
Štefan se je leta 1101 rodil ogrskemu kralju Kolomanu in po imenu nepoznani hčeri hči Rogerja Sicilskega. Poročen je bil najprej s Cristiano Capuansko, kasneje pa z Adelajdo Riedenburško. Moškega potomca ni imel. Umrl je 1. marca 1131  v Váradu.

## Politični dogodki v času vladavine

### »Kraljevanje«na Hrvaškem (1105-1116)
Koloman se je kmalu po utrditvi na Hrvaškem prestolu moral ukvarjati z upornim bratom  Álmošem  in je Hrvaško zapustil, svoje pravice do upravljanja hrvaške države pa prenesel na sina Štefana. S tem se je za čas do vladavine Béle IV. uveljavila ogrska tradicija, da ogrski kralj svojemu sinu zagotovi ogrski prestol tako, da ga že za svojega življenja naredi za hrvaškega »kralja«.

### Nastajanje nestabilnih razmer
Štefan je dedoval Kolomanovo krono, ko mu je bilo komaj petnajst let. Bil je bil manj pomemben vladar kot njegova predhodnika. Z njim se na Ogrskem in Hrvaškem ponovno vzpostavi obdobje nestabilnosti in bojev za hrvaški oziroma za ogrski prestol. Kralj Štefan se je namreč skoraj vsako leto kraljevanja vključil v kakšno praviloma neuspešno vojskovanje.

### Poraz Hrvaške
Velik udarec zanj je bil potek hrvaško-beneške vojne (1115-1125). Štefanovi vojski pod vodstvom bana Kledina je leta 1116 za kratek uspelo osvojiti Zadar, a so ga nato Benečani že leta 1117 spet zavzeli. Nato so hrvaško-ogrske sile pred Zadrom sicer potolkle Benečane,  a so po pogojih premirja Benečani zadržali Zadar, Rab, Osor in Krk, Štefanove sile pa so zadržale Biograd, Šibenik, Trogir in Split. Toda že leta 1125 so Benečani osvojili Split in Trogir, Biograd pa razdejali in so tako postali dejanski vladarji téme Dalmacije. Štefan II. ni odreagiral, ker ga je tedaj ogrožalo Bizantinsko cesarstvo , ki je skušalo zaustaviti napredovanje ogrske vojske na Balkan.

### Neuspehi Ogrske
Poleg neuspešne hrvaško-beneške vojne so se kopičili tudi ogrski neuspehi v vojnah s Češko in nato še z Rusijo in Bizantinci, čeprav v nasprotju s hrvaško-beneško vojno niso vodili do ozemeljskih izgub. Ker je bil Štefanov stric Álmoš stalna grožnja tako Kolomanu kot njegovemu sinu Štefanu II. ter izvor nestabilnosti v ogrski državi, ga je dal oče Koloman po šesti zaroti leta 1113 zajeti in skupaj z njegovim sinom Bélo oslepiti. Ob Kolomanovi smrti pa se je oslepljeni Álmoš umaknil v Bizanc, sina Belo pa je dal skriti v samostan Pécsvárad, tako da niti  naslednik Štefan do konca svoje vladavine ni vedel zanj. Bizantinski cesar je rade volje izkoriščal notranje spore med Árpádovci, zato je Álmošu ponudil zatočišče.  Kralj Štefan z bizantinsko politiko ni bil zadovoljen- povezal se je s svetorimskim cesarjem in z italijanskimi Normani, nato pa bizantinskega cesarja Ivana II. Komnena pozval, da prežene Álmoša in njegove podpornike iz bizantinskega cesarstva. Ker cesar tej zahtevi ni hotel ugoditi, je Štefan II. Bizantince napadel. V tem času pa je Álmoš leta 1129 v Bizancu umrl. V bizantinsko-ogrski vojni 1127-1129 je na strani Ogrske sicer sodelovala tudi stara Srbija, a so morali Madžari zaradi neugodnega razvoja dogodkov svoje nove zaveznike žrtvovati.

### Zadnja leta kraljevanja
Zaradi vse teh neuspehov je na Ogrskem in Hrvaškem vladalo veliko nezadovoljstvo s Štefanovo vladavino. Skupina baronov ga je skušala odstraniti s prestola, a je kralj poskus državnega udara preživel. Boji z Benečani, Čehi, Rusi in Bizantinci ter notranji spopadi so  hrvaško-ogrsko državno skupnost zelo izčrpali  Sicer mladi, a vse bolj bolehni kralj ni imel lastnega sina, zato je iskal primernega naslednika in nazadnje za to vlogo izbral prav svojega oslepljenega bratranca in Álmoševega sina Bélo.